# 130
سنة 130 م (بالأرقام الرومانية: CXXX) كانت سنة بسيطة تبدأ يوم السبت (الرابط يظهر نموذج الجدول الزمني الكامل للسنة) من التقويم اليولياني. بدأت تسمية السنة ب130 منذ العصور الوسطى المبكرة، عندما أصبح تقويم أنو دوميني هو الأسلوب السائد في أوروبا لتسمية السنوات.

## مواليد
- جالينوس

## وفيات
- أبو جعفر المدني
- أنطونيوس
- الإمبراطور كيكو
- مارينوس الصوري